# Carminha Mascarenhas
Cármina Allegretti, conhecida como Carminha Mascarenhas (Muzambinho, n. 14 de abril de 1930 — Rio de Janeiro, m. 16 de janeiro de 2012) foi uma cantora brasileira.
Integrou o grupo As Eternas Cantoras do Rádio, ao lado de outras como Ellen de Lima, Carmélia Alves e Violeta Cavancanti.